# Llista d'asteroides/128901–129000
| Nom      | Designació provisional | Data de descobriment | Lloc de descobriment | Descobridor/s |
| -------- | ---------------------- | -------------------- | -------------------- | ------------- |
| 128901 - | 2004 TH15              | 8 d'octubre, 2004    | Kitt Peak            | Spacewatch    |
| 128902 - | 2004 TU15              | 11 d'octubre, 2004   | Kitt Peak            | Spacewatch    |
| 128903 - | 2004 TV20              | 10 d'octubre, 2004   | Bergisch Gladbach    | W. Bickel     |
| 128904 - | 2004 TG21              | 3 d'octubre, 2004    | Palomar              | NEAT          |
| 128905 - | 2004 TM21              | 3 d'octubre, 2004    | Palomar              | NEAT          |
| 128906 - | 2004 TR34              | 4 d'octubre, 2004    | Anderson Mesa        | LONEOS        |
| 128907 - | 2004 TT41              | 4 d'octubre, 2004    | Anderson Mesa        | LONEOS        |
| 128908 - | 2004 TU43              | 4 d'octubre, 2004    | Kitt Peak            | Spacewatch    |
| 128909 - | 2004 TX44              | 4 d'octubre, 2004    | Kitt Peak            | Spacewatch    |
| 128910 - | 2004 TV48              | 4 d'octubre, 2004    | Kitt Peak            | Spacewatch    |
| 128911 - | 2004 TX51              | 4 d'octubre, 2004    | Kitt Peak            | Spacewatch    |
| 128912 - | 2004 TF53              | 4 d'octubre, 2004    | Kitt Peak            | Spacewatch    |
| 128913 - | 2004 TU53              | 4 d'octubre, 2004    | Kitt Peak            | Spacewatch    |
| 128914 - | 2004 TV53              | 4 d'octubre, 2004    | Kitt Peak            | Spacewatch    |
| 128915 - | 2004 TG56              | 5 d'octubre, 2004    | Anderson Mesa        | LONEOS        |
| 128916 - | 2004 TV57              | 5 d'octubre, 2004    | Kitt Peak            | Spacewatch    |
| 128917 - | 2004 TY58              | 5 d'octubre, 2004    | Kitt Peak            | Spacewatch    |
| 128918 - | 2004 TG60              | 5 d'octubre, 2004    | Anderson Mesa        | LONEOS        |
| 128919 - | 2004 TU60              | 5 d'octubre, 2004    | Anderson Mesa        | LONEOS        |
| 128920 - | 2004 TV65              | 5 d'octubre, 2004    | Anderson Mesa        | LONEOS        |
| 128921 - | 2004 TT66              | 5 d'octubre, 2004    | Anderson Mesa        | LONEOS        |
| 128922 - | 2004 TM67              | 5 d'octubre, 2004    | Anderson Mesa        | LONEOS        |
| 128923 - | 2004 TD68              | 5 d'octubre, 2004    | Anderson Mesa        | LONEOS        |
| 128924 - | 2004 TR68              | 5 d'octubre, 2004    | Anderson Mesa        | LONEOS        |
| 128925 - | 2004 TJ70              | 6 d'octubre, 2004    | Antares              | R. Holmes     |
| 128926 - | 2004 TM70              | 6 d'octubre, 2004    | Palomar              | NEAT          |
| 128927 - | 2004 TZ74              | 6 d'octubre, 2004    | Kitt Peak            | Spacewatch    |
| 128928 - | 2004 TB76              | 7 d'octubre, 2004    | Anderson Mesa        | LONEOS        |
| 128929 - | 2004 TL77              | 7 d'octubre, 2004    | Anderson Mesa        | LONEOS        |
| 128930 - | 2004 TA79              | 4 d'octubre, 2004    | Anderson Mesa        | LONEOS        |
| 128931 - | 2004 TB84              | 5 d'octubre, 2004    | Kitt Peak            | Spacewatch    |
| 128932 - | 2004 TW94              | 5 d'octubre, 2004    | Kitt Peak            | Spacewatch    |
| 128933 - | 2004 TG95              | 5 d'octubre, 2004    | Kitt Peak            | Spacewatch    |
| 128934 - | 2004 TD101             | 6 d'octubre, 2004    | Kitt Peak            | Spacewatch    |
| 128935 - | 2004 TF107             | 7 d'octubre, 2004    | Socorro              | LINEAR        |
| 128936 - | 2004 TD108             | 7 d'octubre, 2004    | Socorro              | LINEAR        |
| 128937 - | 2004 TH109             | 7 d'octubre, 2004    | Anderson Mesa        | LONEOS        |
| 128938 - | 2004 TK109             | 7 d'octubre, 2004    | Anderson Mesa        | LONEOS        |
| 128939 - | 2004 TU110             | 7 d'octubre, 2004    | Socorro              | LINEAR        |
| 128940 - | 2004 TD114             | 7 d'octubre, 2004    | Palomar              | NEAT          |
| 128941 - | 2004 TS118             | 5 d'octubre, 2004    | Palomar              | NEAT          |
| 128942 - | 2004 TC126             | 7 d'octubre, 2004    | Socorro              | LINEAR        |
| 128943 - | 2004 TT127             | 7 d'octubre, 2004    | Socorro              | LINEAR        |
| 128944 - | 2004 TW128             | 7 d'octubre, 2004    | Socorro              | LINEAR        |
| 128945 - | 2004 TB129             | 7 d'octubre, 2004    | Socorro              | LINEAR        |
| 128946 - | 2004 TG131             | 7 d'octubre, 2004    | Socorro              | LINEAR        |
| 128947 - | 2004 TK131             | 7 d'octubre, 2004    | Anderson Mesa        | LONEOS        |
| 128948 - | 2004 TO131             | 7 d'octubre, 2004    | Anderson Mesa        | LONEOS        |
| 128949 - | 2004 TV131             | 7 d'octubre, 2004    | Anderson Mesa        | LONEOS        |
| 128950 - | 2004 TA132             | 7 d'octubre, 2004    | Anderson Mesa        | LONEOS        |
| 128951 - | 2004 TY132             | 7 d'octubre, 2004    | Palomar              | NEAT          |
| 128952 - | 2004 TK133             | 7 d'octubre, 2004    | Anderson Mesa        | LONEOS        |
| 128953 - | 2004 TM133             | 7 d'octubre, 2004    | Anderson Mesa        | LONEOS        |
| 128954 - | 2004 TD134             | 7 d'octubre, 2004    | Palomar              | NEAT          |
| 128955 - | 2004 TE134             | 7 d'octubre, 2004    | Palomar              | NEAT          |
| 128956 - | 2004 TH134             | 7 d'octubre, 2004    | Palomar              | NEAT          |
| 128957 - | 2004 TF135             | 8 d'octubre, 2004    | Anderson Mesa        | LONEOS        |
| 128958 - | 2004 TL137             | 8 d'octubre, 2004    | Anderson Mesa        | LONEOS        |
| 128959 - | 2004 TP137             | 8 d'octubre, 2004    | Anderson Mesa        | LONEOS        |
| 128960 - | 2004 TF143             | 4 d'octubre, 2004    | Kitt Peak            | Spacewatch    |
| 128961 - | 2004 TY144             | 4 d'octubre, 2004    | Kitt Peak            | Spacewatch    |
| 128962 - | 2004 TZ145             | 5 d'octubre, 2004    | Kitt Peak            | Spacewatch    |
| 128963 - | 2004 TA146             | 5 d'octubre, 2004    | Kitt Peak            | Spacewatch    |
| 128964 - | 2004 TJ146             | 5 d'octubre, 2004    | Kitt Peak            | Spacewatch    |
| 128965 - | 2004 TU146             | 6 d'octubre, 2004    | Kitt Peak            | Spacewatch    |
| 128966 - | 2004 TQ147             | 6 d'octubre, 2004    | Kitt Peak            | Spacewatch    |
| 128967 - | 2004 TT152             | 6 d'octubre, 2004    | Kitt Peak            | Spacewatch    |
| 128968 - | 2004 TW159             | 6 d'octubre, 2004    | Kitt Peak            | Spacewatch    |
| 128969 - | 2004 TU162             | 6 d'octubre, 2004    | Kitt Peak            | Spacewatch    |
| 128970 - | 2004 TY162             | 6 d'octubre, 2004    | Kitt Peak            | Spacewatch    |
| 128971 - | 2004 TW163             | 6 d'octubre, 2004    | Kitt Peak            | Spacewatch    |
| 128972 - | 2004 TQ165             | 7 d'octubre, 2004    | Kitt Peak            | Spacewatch    |
| 128973 - | 2004 TB167             | 7 d'octubre, 2004    | Kitt Peak            | Spacewatch    |
| 128974 - | 2004 TK169             | 7 d'octubre, 2004    | Socorro              | LINEAR        |
| 128975 - | 2004 TX172             | 8 d'octubre, 2004    | Socorro              | LINEAR        |
| 128976 - | 2004 TF173             | 8 d'octubre, 2004    | Socorro              | LINEAR        |
| 128977 - | 2004 TB174             | 9 d'octubre, 2004    | Socorro              | LINEAR        |
| 128978 - | 2004 TH176             | 9 d'octubre, 2004    | Socorro              | LINEAR        |
| 128979 - | 2004 TU178             | 7 d'octubre, 2004    | Kitt Peak            | Spacewatch    |
| 128980 - | 2004 TV182             | 7 d'octubre, 2004    | Kitt Peak            | Spacewatch    |
| 128981 - | 2004 TA190             | 7 d'octubre, 2004    | Kitt Peak            | Spacewatch    |
| 128982 - | 2004 TR194             | 7 d'octubre, 2004    | Kitt Peak            | Spacewatch    |
| 128983 - | 2004 TQ198             | 7 d'octubre, 2004    | Kitt Peak            | Spacewatch    |
| 128984 - | 2004 TP204             | 7 d'octubre, 2004    | Kitt Peak            | Spacewatch    |
| 128985 - | 2004 TM206             | 7 d'octubre, 2004    | Kitt Peak            | Spacewatch    |
| 128986 - | 2004 TN207             | 7 d'octubre, 2004    | Kitt Peak            | Spacewatch    |
| 128987 - | 2004 TZ207             | 7 d'octubre, 2004    | Kitt Peak            | Spacewatch    |
| 128988 - | 2004 TR211             | 8 d'octubre, 2004    | Kitt Peak            | Spacewatch    |
| 128989 - | 2004 TN212             | 8 d'octubre, 2004    | Kitt Peak            | Spacewatch    |
| 128990 - | 2004 TW212             | 8 d'octubre, 2004    | Kitt Peak            | Spacewatch    |
| 128991 - | 2004 TZ212             | 8 d'octubre, 2004    | Kitt Peak            | Spacewatch    |
| 128992 - | 2004 TH216             | 14 d'octubre, 2004   | Kitt Peak            | Spacewatch    |
| 128993 - | 2004 TN222             | 7 d'octubre, 2004    | Socorro              | LINEAR        |
| 128994 - | 2004 TE228             | 8 d'octubre, 2004    | Kitt Peak            | Spacewatch    |
| 128995 - | 2004 TZ232             | 8 d'octubre, 2004    | Kitt Peak            | Spacewatch    |
| 128996 - | 2004 TN236             | 8 d'octubre, 2004    | Socorro              | LINEAR        |
| 128997 - | 2004 TQ242             | 6 d'octubre, 2004    | Socorro              | LINEAR        |
| 128998 - | 2004 TU242             | 6 d'octubre, 2004    | Socorro              | LINEAR        |
| 128999 - | 2004 TB247             | 7 d'octubre, 2004    | Socorro              | LINEAR        |
| 129000 - | 2004 TO247             | 7 d'octubre, 2004    | Socorro              | LINEAR        |